# Stegastes acapulcoensis
Stegastes acapulcoensis är en fiskart som först beskrevs av Fowler, 1944.  Stegastes acapulcoensis ingår i släktet Stegastes och familjen Pomacentridae. IUCN kategoriserar arten globalt som livskraftig. Inga underarter finns listade i Catalogue of Life.